# 문수빈
문수빈(본명: 문유빈, 1992년 10월 13일 ~ )은 대한민국의 배우이다.

## 학력
- 한양대학교 연극영화과

## 출연작

### 드라마
- 《비밀의 여자》(KBS2, 2023년) - 희연 역
- 《거짓말의 거짓말》(채널A, 2020년) - 재령 역
- 《너 미워! 줄리엣》(옥수수, 2019년) - 이수지 역
- 《동네변호사 조들호 2: 죄와 벌》(KBS2, 2019년) - 한민 역
- 《러블리 호러블리》(KBS2, 2018년) - 박수민 역
- 《돈꽃》(MBC, 2017년) - 장연우 역
- 《크리미널 마인드》(tvN, 2017년) - 백서영 역
- 《군주 - 가면의 주인》(MBC, 2017년)
- 《터널》(OCN, 2017년)
- 《당신은 너무합니다》(MBC, 2017년)

### 영화
- 《언니》(2019년)